# Анна и король Сиама
«Анна и король Сиама» — биографический роман американской писательницы Маргарет Лэндон об Анне Леонуэнс, англичанке, преподававшей при дворе сиамского короля Монгкута в 1860-х гг. Книга написана в 1944 году, и представляет собой смешение реальных исторических фактов с беллетристикой.
Анна Леонуэнс является реальной исторической личностью, преподававшей пять лет английский язык и культуру при сиамском дворе. Она оставила об этом времени две, намного менее популярные, книги мемуаров, которые легли в основу данного романа:
1. The English Governess at the Siamese Court (1870)
2. Romance of the Harem (1872)

Маргарет Лэндон в своей книге об Анне использовала речь от первого лица, написав будто бы ещё одну, «настоящую» книгу воспоминаний. Её роман основан на информации из мемуаров Анны, а также деталях о сиамском быте и культуре, которые Лэндон позаимствовала из других источников, а также из собственного опыта, поскольку 1927—1937 годы она прожила в том же регионе вместе с мужем-миссионером.
Роман переведен на десяток европейских языков, но в Таиланде (бывшем Сиаме) он до сих пор остается запрещённым, указывается, что многие факты в нём оказались явным вымыслом.

## Экранизации
- 1946: «Anna and the King of Siam». В ролях Айрин Данн и Рекс Харрисон
- 1956: «Король и я». В ролях Дебора Керр и Юл Бриннер
- 1972: «Anna and the King», телесериал. В ролях Саманта Эггар и Юл Бриннер
- 1999: «Король и я», мультфильм. Озвучивали Миранда Ричардсон и Мартин Виднович
- 1999: «Анна и король». В ролях Джоди Фостер и Чоу Юньфат